# Kulda, Svarda in Baroda
Kulda, Svarda in Baroda so slovenska zračna bajeslovna bitja, znana iz Ščavniške doline.  Kulda meče gromske krogle, Svarda ognjene strele, Baroda pa povzroča plohe. Davorin Trstenjak jih je imel le za vidike Peruna, pri čemer je Kuldo povezoval s slovaško besedo kula za okrogel gromski kamen, Svardo z indijsko besedo za strelo, Barodo pa je povezoval s slovenskim bara (v pomenu mokrota, močvara), perzijskim var in novoperzijskim baran (dež). Izvor teh treh bitij ni pojasnjen.